# Beatles VI
Beatles VI är popgruppen The Beatles sjätte amerikanska LP-album på EMI:s etikett Capitol utgiven den 15 juni 1965.
De amerikanska LP-skivorna innehöll delvis annan låtsammansättning och hade ibland även andra namn än de engelska utgåvorna på skivbolaget Parlophone. Eftersom de som regel också innehöll färre spår blev det s.a.s. låtar över. Men det hände också att en del låtar kom ut först i USA. Den amerikanska skivan Beatles VI släpptes mellan de europeiska albumen Beatles For Sale 1964 och Help! 1965.
Även om det amerikanska albumet Beatles '65 anses motsvara det europeiska Beatles For Sale hade inte alla spår från detta album kommit med. Dessa var Lennon-McCartneys Eight Days A Week, som i USA släppts som singel, I Don't Want To Spoil The Party, What You're Doing och Every Little Thing. Dessutom ingick de två coverlåtarna Kansas City/Hey-Hey-Hey-Hey (inklusive Little Richards Hey, Hey, Hey, Hey) och Buddy Hollys Words of Love.
Den amerikanska versionen av LP:n Help!, som kom ut den 6 augusti 1965, innehöll enbart de låtar som ingick i filmen Help! (plus filmens instrumentala soundtrack). Tre av de låtar som fanns med på den europeiska Help!-LP:n (också utgiven den 6 augusti 1965) kom redan med på den amerikanska Beatles VI två månader tidigare. Dessa var Lennon-McCartneys Tell Me What You See och George Harrisons You Like Me Too Much. Dessutom ingick covern Dizzy Miss Lizzy.
Övriga låtar på Beatles VI är Lennon-McCartneys Yes It Is, som var baksidan på singeln Ticket To Ride som släpptes i Europa 9 april 1965. Dessutom innehöll LP:n en cover på Larry Williams' låt Bad Boy. Denna kom först ut i Europa på samlings-LP:n A Collection of Beatles Oldies But Goldies den 10 december 1966.
Beatles VI finns med i både stereo- och monoversion i 4-cd-boxen The Capitol Albums Vol.2. I den booklet som medföljer hävdas att coverversionerna av de två Larry Williams-låtarna Dizzy Miss Lizzy och Bad Boy spelades in för att komma upp i de 11 låtar som albumet skulle omfatta.

## Låtlista
Låtarna skrivna av Lennon/McCartney, där inget annat namn anges

### Sida 1
1. "Kansas City/Hey-Hey-Hey-Hey" (Jerry Leiber, Mike Stoller/Richard Penniman)
2. "Eight Days A Week"
3. "You Like Me Too Much" (George Harrison)
4. "Bad Boy" (Larry Williams)
5. "I Don't Want To Spoil The Party"
6. "Words of Love" (Buddy Holly)

### Sida 2
1. "What You're Doing"
2. "Yes It Is"
3. "Dizzy Miss Lizzy (Larry Williams)
4. "Tell Me What You See
5. "Every Little Thing"